# Joachim Marzahn
Joachim Marzahn (* 22. Februar 1949 in Berlin) ist ein deutscher Altorientalist und Vorderasiatischer Archäologe. Er war Kustos der Inschriftensammlung (vorwiegend Keilschrift) des Vorderasiatischen Museums Berlin.

## Werdegang
Joachim Marzahn machte zunächst eine Lehre als Betriebsschlosser und arbeitete bis 1970 in diesem Beruf. Danach arbeitete er als Fremdenführer und Heizungswart bei den Staatlichen Museen zu Berlin und machte nebenbei sein Abitur an der Abendschule. 1974 wechselte er als Hilfskraft an das Vorderasiatische Museum. Von 1974 bis 1979 studierte Marzahn Vorderasiatische Archäologie und Altorientalistik an der Martin-Luther-Universität Halle. 1979 schloss er das Studium mit einem Diplom ab und begann eine Tätigkeit am Vorderasiatischen Museum in Berlin. Er war verantwortlich für die Inschriftensammlungen und war seit 1990 Abteilungsleiter, seit 1995 Kustos und seit 2009 Oberkustos des Museums. Während dieser Zeit promovierte Marzahn 1989 an der Friedrich-Schiller-Universität Jena über die Grundlagen der Getreidewirtschaft in Lagasch, 24. Jh. v.u.Z.
1975 nahm Marzahn an regulären Ausgrabungen im bulgarischen Krivina (Kastell Iatrus) teil, 1981 an Rettungsgrabungen im irakischen Mohra und Sahliya, (Haditha Dam Project) sowie 1989 an Rettungsgrabungen im syrischen Tell Abu Hgaira (Habur Dam Project)
Am 15. Juli 2025 fand die Abschiedsvorlesung an der FU Berlin statt.

## Tätigkeiten
Joachim Marzahn arbeitet vor allem zur Gesellschafts- und Sozialgeschichte Mesopotamiens im Altertum, Kulturgeschichte Assyriens und Babyloniens und veröffentlichte mehrere editorische und textanalytische Arbeiten zu sumerischen und akkadischen Keilschriftzeugnissen (u. a. zu Verwaltungsurkunden des 3. Jahrtausends v. Chr.). Im Rahmen seiner Museumstätigkeit schrieb er zahlreiche Beiträge zu wissenschaftlichen Ausstellungskatalogen, zur Wissenschaftsgeschichte der Altorientalistik sowie mehrere populärwissenschaftliche Werke und leistete konzeptionelle Arbeiten für die Erweiterung und Neuplanung des Vorderasiatischen Museums sowie zur Erschließung der Museumsbestände und Texteditionen. Er verantwortete als Kurator eine Reihe von Ausstellungen im In- und Ausland bzw. war an solchen maßgeblich beteiligt, darunter „Wiedererstehendes Assur – 100 Jahre deutsche Ausgrabungen in Assyrien“ (2003), „Babylon, Mythos und Wahrheit“ (2008, beide in Berlin) sowie „Könige am Tigris – Assyrische Palastreliefs in Dresden“ (2004). Er wirkte außerdem an Herausgeberschaften von wissenschaftlichen Sammelwerken des Fachgebiets und von Festschriften mit und war als Autor für verschiedene allgemeine Nachschlagewerke und Fachlexika tätig. Daneben förderte Marzahn die Öffentlichkeitsarbeit durch zahlreiche Vorträge und Lesungen altorientalischer Literatur sowie durch Mitarbeit an Kunst-, Medien- und Theaterprojekten.
1990 nahm Marzahn eine nebenberufliche akademische Lehrtätigkeit auf und war als Lehrbeauftragter für altorientalische Sprachen und Schriftgeschichte für die Universitäten Berlin (Freie Universität), Potsdam, Hamburg, München, Göttingen, Innsbruck und als Fachbetreuer für die Fachhochschule für Technik und Wirtschaft Berlin und für die Fachhochschule Potsdam tätig, wobei der Lehrort häufig in das Museum verlegt wurde, um mit den Originalschriftzeugnissen zu arbeiten. Die Freie Universität Berlin bestellte Marzahn 2012 zum Honorarprofessor im Fach Altorientalistik.
Marzahn war seit Beginn seiner beruflichen Laufbahn Teilnehmer an mehreren nationalen und internationalen Forschungs- und Editionsprojekten zu Themen der Assyriologie und Archäologie Vorderasiens sowie zur Hethitologie und Semitistik (Projektorte: Berlin, Mainz, Toronto, Madrid, Tel Aviv, Jerusalem, Los Angeles).
Seit 1991 ist Marzahn Mitglied des Vorstandes der Deutschen Orient-Gesellschaft in Berlin, seit 1998 Korrespondierendes Mitglied des Türkischen Instituts für Altertumswissenschaften in Istanbul und seit 2013 Korrespondierendes Mitglied des Deutschen Archäologischen Instituts.
Außerfachlich beschäftigt sich Marzahn mit Forschungen zu kulturgeschichtlichen Themen des Raums Berlin-Brandenburg, wozu er ebenfalls publizistisch tätig war.

## Schriften
- Die Inschriften der assyrischen Könige auf Ziegeln aus Assur I, (mit Liane Jakob-Rost) Bestandskatalog 1. Teil, Berlin 1984.
- Sumerische Inschriften des Vorderasiatischen Museums, Altorientalische Forschungen 14, Berlin 1987, 21–40.
- Die Inschriften der assyrischen Könige auf Ziegeln aus Babylon und Uruk II, Bestandskatalog 2. Teil, Forschungen und Berichte 27, Berlin 1989, 53–64.
- Grundlagen der Getreideproduktion in Lagas (Dissertation), Jena 1989
- Babylon und das Neujahrsfest, Sammlungsführer, Berlin 1981: 6. Auflage, 1990. Ab 7., stark erweiterter Auflage: Mainz 1992, unter dem Titel "Das Ischtar-Tor von Babylon". Ab 8. Auflage, Mainz 1993, auch in Englisch, Französisch, Spanisch, Italienisch, Japanisch.
- Die Geschichte der Tontafelsammlung des Vorderasiatischen Museums, in: H. Klengel - W. Sundermann (Hrsg.). Ägypten - Vorderasien - Turfan. Probleme der Edition und Bearbeitung altorientalischer Handschriften, Berlin 1991, 30–50.
- Altsumerische Verwaltungstexte aus Girsu, Lagas, Akademie-Verlag, Berlin 1991 (Vorderasiatische Schriftdenkmäler der Staatlichen Museen zu Berlin, N.F., H. 9 = H. 25) ISBN 3-05-000747-8
- Altsumerische Verwaltungstexte und ein Brief aus Girsu, Lagas, von Zabern, Mainz 1996 (Vorderasiatische Schriftdenkmäler der Staatlichen Museen zu Berlin, N.F., H. 11 = H. 27) ISBN 3-8053-1904-5
- Wiedererstehendes Assur. 100 Jahre deutsche Ausgrabungen in Assyrien (Herausgeber mit Beate Salje), von Zabern, Mainz 2003 (Ausstellungskatalog) ISBN 3-8053-3250-5 und ISBN 3-8053-3251-3
- Könige am Tigris - Assyrische Palastreliefs in Dresden, bearbeitet von J. Marzahn, unter Mitarbeit von K. Knoll und R. Thiel, hrsg. von der Skulpturensammlung, Staatliche Kunstsammlungen Dresden, in Zusammenarbeit mit dem Vorderasiatischen Museum der Staatlichen Museen zu Berlin – Preußischer Kulturbesitz, Dresden – Mainz 2004.
- und Jöran Friberg, A Chain of Trapezoids with Fixed Diagonals, in: J. Friberg, Amazing Traces of a Babylonian Origin in Greek Mathematics, Singapore 2007, Appendix 1, 431–442.
- und Günter Schauerte (Hrsg.), Babylon – Mythos und Wahrheit, Bd. 1: Babylon – Wahrheit, Eine Ausstellung des Vorderasiatischen Museums, Katalog zur Ausstellung, Staatliche Museen zu Berlin, mit Unterstützung der Staatsbibliothek Berlin, München 2008.
- Benjamin Sass und Joachim Marzahn, Aramaic and Figural Stamp Impressions on Bricks of the Sixth Century B.C. from Babylon, 127. Wissenschaftliche Veröffentlichung der Deutschen Orient-Gesellschaft, Wiesbaden 2010.
- Zur Wahrnehmung Babylons in der Öffentlichkeit, Mitteilungen der Deutschen Orient-Gesellschaft 172, 2011, 181–189.
- und Eva Cancik-Kirschbaum und Margarete van Ess (Hrsg.): Babylon. Wissenskultur in Orient und Okzident. TOPOI Berlin Studies of the Ancient World, Berlin-Boston 2011.